# IC 3491
IC 3491 је спирална галаксија у сазвјежђу Береникина коса која се налази на листи објеката дубоког неба у Индекс каталогу.
Деклинација објекта је + 27° 5' 41" а ректасцензија 12h 33m 9,0s. Привидна величина (магнитуда) објекта IC 3491 износи 15,2 а фотографска магнитуда 16,0. IC 3491 је још познат и под ознакама Reiz 2509, KUG 1230+273, PGC 86322.